# Parohia Acadia, Louisiana
Parohia Acadia (în engleză Acadia Parish) este o parohie (echivalent al unui comitat) din statul Louisiana, Statele Unite ale Americii, cu o populație de 61.773 de locuitori.

## Demografie
|  | Graficele sunt indisponibile din cauza unor probleme tehnice. Mai multe informații se găsesc la Phabricator și la wiki-ul MediaWiki. |

Date: Wikidata - grafică realizată de Wikipedia